# Pajazzo
För betydelsen pajas, se clown.
Pajazzo (italienska: Pagliacci "clowner") är en italiensk opera i prolog och två akter i veristisk stil med musik och libretto av Ruggiero Leoncavallo. Det är den enda av Leoncavallos operor som fortfarande uppförs regelbundet. Operahus har ofta uppfört Pagliacci med Cavalleria rusticana av Mascagni som en dubbelföreställning.
Pagliacci hade premiär på Teatro Dal Verme i Milano den 21 maj 1892 dirigerad av Arturo Toscanini och med Adelina Stehle som Nedda, Fiorello Giraud som Canio, Victor Maurel som Tonio och Mario Ancona som Silvio. Nellie Melba spelade Nedda i London 1893 kort tid efter den italienska premiären och den gavs även i New York den 15 juni 1893 med Agostino Montegriffo som Canio.

## Historia
Omkring 1890, när Pietro Mascagnis Cavalleria rusticana hade premiär, var Leoncavallo ingen berömd kompositör. Efter att ha sett Mascagnis succé, bestämde han sig för att skriva en opera som genmäle – en enaktsopera i veristisk stil. Leoncavallo hade skrivit operan Chatterton och librettot till I Medici då han presenterades för musikförläggaren Giulio Ricordi. Denne uppskattade inte Leoncavallos musik särskilt mycket, och när kompositören fick klart för sig att bekantskapen inte skulle leda till något skrev han Pajazzo närmast på trots under fyra månader. Leoncavallo skrev senare att han byggde historien om Pajazzo på en händelse från barndomen: mordet på en av familjen Leoncavallos tjänare, Gaetano Scavello. Mördaren hette Gaetano D'Alessandro och han hade sin bror Luigi som medbrottsling. Det hela var resultatet av en serie romantiska händelser kring Scavello, Luigi D'Alessandro och en byflicka som båda männen var förälskade i. Leoncavallos far, som var domare, dömde i målet.
När den franske författaren Catulle Mendès läste Leoncavallos libretto i en fransk översättning 1894 tyckte han den påminde om hans egen pjäs La Femme de Tabarin från 1887 med pjäsen-i-pjäsen och clownen, som mördar sin hustru. Mendès stämde Leoncavallo för plagiat. Kompositören hävdade, att han varit ovetande om Mendès pjäs. Senare uppstod motaktioner, att Mendès pjäs påminde om Don Manuel Tamayo y Baus drama Un Drama Nuevo (1867). Mendès lade då ned åtalet. Forskaren Matteo Sansone har föreslagit, att eftersom Leoncavallo var en ivrig konsument av fransk kultur, och att han bodde i Paris mellan åren 1882 och 1888, hade han goda chanser att bli påverkad av ny fransk kultur. Detta borde rimligtvis även ha inkluderat Mendès pjäs, ytterligare en version av La Femme de Tabarin av Paul Ferrier, och Tabarin, en opera komponerad av Émile Pessard som byggde på Ferriers pjäs. Sansone, som studerat de många parallellerna mellan Mendès, Ferrier och Pessards versioner av Tabarin-historien med Pagliacci, noterande att Leoncavallo avsiktligt förminskat alla kopplingar mellan sin opera och de tidigare franska verken.
Leoncavallo benämnde ursprungligen sin historia Il pagliaccio (Clownen). Barytonsångaren Victor Maurel, som skulle sjunga rollen som Tonio, föreslog att Leoncavallo ändrade titeln från singularformen Il pagliaccio till pluralformen Pagliacci, i syfte att bredda det dramatiska intresset från Canio enbart till att även inkludera Tonio (sin egen roll).

## Uppförandehistorik

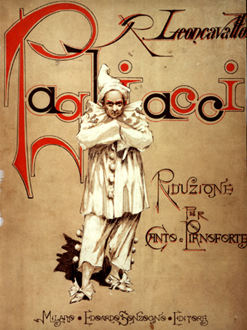
Omslaget till första utgåvan av operan 1892.

Leoncavallo skickade partituret till Ricordis konkurrent Sonzogno. Denne såg genast till att operan uruppfördes på Teatro dal Verme i Milano 21 maj 1892 med Arturo Toscanini som dirigent. Verket anses av många som den veristiska stilen förnämsta. I prologen framlägger författaren verismens idéer: "Den sorg och smärta ni skall se från scenen är inte, som tidigare varit vanligt, spelad och falsk. Nej, idag hämtar diktaren stoff ur verkliga livet."  
Pajazzo fick blandad kritik men blev en stor succé hos publiken och har så förblivit. Den engelska premiären ägde rum på Covent Garden i London den 19 maj 1893. Premiären i USA följde en månad senare på Grand Opera House i New York den 15 juni med den amerikanske tenoren Agostino Montegriffo som Canio. Metropolitan iscensatte verket den 11 december som en dubbelföreställning med Orfeus och Eurydike och med Nellie Melba som Nedda.
Metropolitan satte upp Pajazzo på nytt som en dubbelföreställning, denna gång med Cavalleria rusticana den 22 december 1893. Sedan dess har de två operorna framförts tillsammans och går på engelska skämtsamt under benämningen Cav and Pag. Pajazzo sattes upp ensamt på Washington National Opera i november 1997 i regi av Franco Zeffirelli. New York City Opera satte upp Pajazzo 2016 som en dubbelföreställning med Sergej Rachmaninovs Aleko.
Den svenska premiären ägde rum på Stockholmsoperan den 28 september 1893 och den iscensattes åter med premiär den 27 januari 1924, den 5 december 1942, den 9 januari  1954, den 2 mars 1958 och den 11 april 1963.Den sattes upp på Göteborgsoperan med premiär den 2 oktober 1999.

## Om operan
När en tonsättare med sin opera vill proklamera en ny operaestetik skriver han i allmänhet ett förord, så som Lully och Gluck gjorde, eller skriver upplysande avhandlingar, såsom Wagner, Busoni och andra gjorde. Leoncavallo tonsatte istället sina estetiska förutsättningar och lade in dem som en prolog till Pajazzo. Tonio anförtror publiken att det är "diktarens avsikt" att inom ramarna för commedia dell'arte presentera verkliga människor med äkta kärlek. Men med en underbar melodi låter Leoncavallo i ett andante antyda att tonsättaren själv döljer sig bakom clownmasken.

### Melankoliska komedianter
I operans mest berömda sångnummer, med de bevingade orden "Ridi Pagliaccio" ("Skratta Pajazzo") visar Canio sin smärta; på scenen spelar han en roll ut sitt eget liv, den bedragne äkta mannen. Det som här framställs som ett oundvikligt tragiskt öde, dyker 40 år senare upp hos Berthold Goldschmidt i Der gewaltige Hahnrei, som parodierar det traumatiska ägandebehovet som under seklernas lopp har växt fram hos den västerländska borgerligheten.
Som teaterdirektör är Canio auktoritär och ibland brutal, men i grunden är han en resignerad människa, som verkar vara betydligt äldre än sin söta fru Nedda. Trots den tyranniska attityden älskar han henne innerligt. När bönderna skämtsamt anspelar på Tonios uppvakningsförsök, svarar Canio med ett sorgset och högtidligt arioso, och han slutar sedan med en bekännelse, som Puccini tio år senare skulle citera nästan ordagrant i Tosca i Cavaradossis aria i akt 1: "Adoro la mia sposa...!" ("Jag älskar ju min hustru...!"). Nedda fruktar sin makes possessiva kärlek och har tröttnat på den mödosamma kringresande tillvaron. Hon vill bli fri som en fågel. Hennes lilla ballad ("Ballatellan") är ett sagolikt instrumenterat bravurnummer. Den glänsande orkestreringen gör det klart att den unge Leoncavallo tillhörde generationen italienska wagnerianer.
"En tenor vill få en sopran i säng, men hindras av en baryton". Den här lilla lustigheten av George Bernard Shaw stämmer dock inte in på Pajazzo. Den bedragne äkta mannen sjungs här av en tenor, medan den avvisade och den bönhörde älskaren är barytonroller. Den puckelryggige Tonio älskar Nedda, men behandlar henne till en början nästan med vördnad. Efter "Ballatellan" tilltalar han Nedda i ljuv ton ("con dolcezza") och de tre ackompanjerande ackorden skall spelas ljuvt och sorgset ("dolcissimi gli accordi con espressione dolorosa"). Det är först efter det att Tonio förnedrats, som han blir arg och hämndlysten.
Även Neddas sanna kärlek, Silvio, har någon melankoliskt över sig. Han närmar sig "bedrövat och kärleksfullt" ("...mestamente e con amore..."). Kärleksduetten, under vilken Silvio övertalar Nedda att fly, har sina rötter i andra akten av Wagners Tristan och Isolde. Den ger uttryck för ett drömliknande tillstånd och djup hänförelse. Kulminationspunkten erinrar kraftigt om Tristan och Isoldes kärleksduett. Även texten har en snarlik betydelse: "Tutto scordiam!" ("Allting är glömt!").

## Roller
| Roller                                   | Roller i Commedia dell'arte                           | Röststämma | Premiärbesättning den 21 maj 1892 (Dirigent: Arturo Toscanini ) |
| ---------------------------------------- | ----------------------------------------------------- | ---------- | --------------------------------------------------------------- |
| Canio, direktör för skådespelartruppen   | Pagliaccio (Pierrot), Colombinas make                 | tenor      | Fiorello Giraud                                                 |
| Nedda, Canios hustru, förälskad i Silvio | Colombina, Pagliaccios hustru, förälskad i Arlecchino | sopran     | Adelina Stehle                                                  |
| Tonio, clownen                           | Taddeo, Colombinas tjänare                            | baryton    | Victor Maurel                                                   |
| Beppe (Peppe), skådespelare              | Arlecchino, Colombinas älskade                        | tenor      | Francesco Daddi                                                 |
| Silvio, Neddas älskade                   |                                                       | baryton    | Mario Ancona                                                    |
| Kör av lantfolk, gatupojkar, musikanter  |                                                       |            |                                                                 |

## Handling

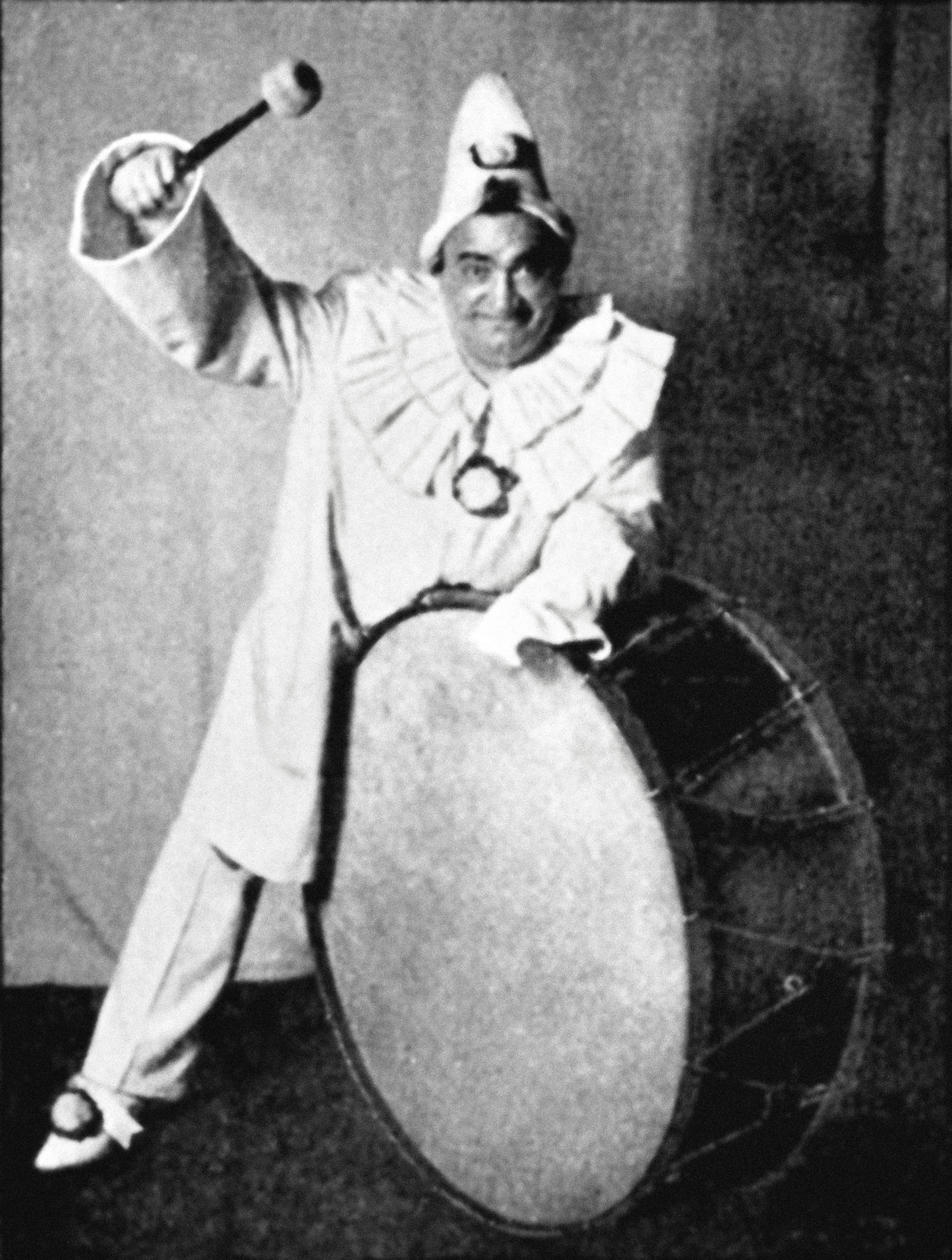
Enrico Caruso i sin paradroll som Canio. Från honom och från tenoren Fernando de Lucia härrör traditionen att lägga den berömda slutmeningen "La commedia è finita!" ("Komedin är slut!") i Canios mun. Leoncavallos originalpartitur visar att tonsättaren ville avsluta stycket så som det hade börjat: Med att Tonio vänder sig till såväl den fiktiva som den verkliga operapubliken.

Handlingen bygger på en händelse som författaren bevittnade i sin barndom. Den italienska originaltiteln betyder komedianter och handlingen utspelar sig bland teaterfolk i byn Montalto i Kalabrien den 15 augusti 1865. Det är marknadsfest och man väntar på ett resande teatersällskap. Man ska spela det traditionella italienska dramat Pajazzo. Det finns allvar bakom en glättig yta och stämningen i teatersällskapet påminner om pajazzodramat med svartsjuka och misstänksamhet. Föreställningen varar i cirka en timma och 15 minuter.
Prolog, som ersätter uvertyr: Tonio träder framför ridån, och sjunger ("Si può?"), att vi skall få skåda ett drama ur verkliga livet i all dess grymhet.
Akt 1
En trupp komedianter kommer till byns samlingsplats och hälsas med jubel. Canio kan knappast göra sig hörd, när han inbjuder alla till aftonens föreställning som ska börja vid "ventitré ore", ett agrikulturellt sätt att mäta tiden på vilket innebär att föreställningen börjar en timme innan solnedgången. Tonio vill hjälpa Nedda ned från vagnen, men Canio är svartsjuk och kör bort honom och ger honom en örfil. Tonio blir rasande. Bönderna ler åt uppträdet, men hejdas av Canio som förebrår dem för deras syn på komedianternas känslor. Även för dem är äktenskapet heligt och okränkbart, och skulle hans hustru bedra honom, skulle det betyda döden för henne. Bönderna bjuder honom på ett glas vin och Beppo sluter sig till dem, medan Nedda blir kvar ensam, skrämd av Canios hotelser ("Qual fiamma avea nel guardo"). Men hon slår bort oron, hon vill njuta av livet och kärleken. Hon lyssnar till fåglarna och avundas dem deras frihet ("Stridono lassù"). Tonio närmar sig igen men hon slår honom i ansiktet med en piska, när han blir närgången. Rasande störtar han iväg, uppfylld av tanken på hämnd. Silvio, en ung bonde som Nedda länge har älskat, kommer nu till henne. Hon blir mycket förskräckt över att han kommer helt öppet, men han har sett Canio och Beppo sitta och dricka vin och känner sig trygg. Han ber Nedda sluta med det kringflackande teaterlivet, lämna sin man och följa honom. Nedda kan inte motstå hans lidelsefulla böner utan ger med sig. Tonio har emellertid sett Silvio komma. Han har lyssnat till samtalet och Canio får ge upp tanken på att få fatt i honom. Med knivhot försöker han tvinga Nedda att yppa namnet på sin älskare, men Beppo och Tonio hindrar honom från att sätta sin hotelse i verket. Nu skall föreställningen börja på den öppna platsen, och Canio måste trots sin upphetsning och förtvivlan spela sin roll, eftersom det är hans arbete. Han ikläder sig sin clownkostym och förbereder sig att skratta för publiken ("Vesti la giubba").
Akt 2
Byfolket strömmar till för att se föreställningen. Bänkar finns framställda åt kvinnorna, medan männen får stå. Silvio har smugit sig tillbaka och gömmer sig i mängden. Nedda samlar in pengar på en tallrik bland publiken och utnyttjar tillfället till att varna Silvio. Till slut kan spelet börja. Colombine, spelad av Nedda, väntar på sin älskare Harlekin, som spelas av Beppo. Hennes man, Pajazzo (Pierrot), spelad av Canio, är inte hemma än utan väntas först senare. Men istället för Harlekin kommer den löjlige figuren Taddeo, spelad av Tonio. Han kurtiserar Colombine, som avvisar honom med förakt. Utanför sjunger Harlekin sin serenad, och Colombine lyssnar hänryckt, tills han måste fly hals över huvud, eftersom Pajazzo plötsligt kommer hem. Denne har hört Colombines avskedsord till Harlekin, samma ord som Canio hört Nedda säga till Silvio. Detta gör honom rasande och han kräver åter att få veta namnet på sin rival. Men Nedda är ståndaktig och avslöjar inget. Då drar Canio sin kniv och hotar henne, varvid åskådarna till sin fasa inser att spelet håller på att bli blodig verklighet. I sin dödsångest skriker Nedda efter Silvio, men hon är redan sårad till döds. Silvio störtar fram till hennes hjälp, men även han stöts ner av den rasande Canio. Männen omringar Canio som släpper sin dolk. Han fogar sig i sitt öde och låter sig lugnt föras bort. "Gå hem i lugn och ro, spelet är slut!" uppmanar Tonio den skräckslagna publiken, som långsamt lämnar skådeplatsen.

## Kända stycken
- Akt 1. Klockkören (Så kom!); Fågelvisan; Skratta Pajazzo.
- Akt 2. Harlekins serenad;